# Darbuka
A darbuka egy (alul nyitott) homokóra alakú, Észak-Afrikából származó népi hangszer, dob.
Használata a Közel-keleti zenékben öblös hangja miatt igen elterjedt. Eleinte főleg a hastáncok kíséretére használták, de újabban egyre nagyobb népszerűségre tesz szert a dzsessz, fusion és drum and bass zenékben is. Több néven is ismerik, emlegetik. Angolszász területen általában doumbek néven ismert.

## Felépítése
A dobtest anyaga lehet fém, kerámia. Formája homokóraszerű.
Méretét általában a káva (bőr felfeszítésére szolgáló dobperem) méretével adják meg. A legelterjedtebb a 8 hüvelykes, de gyártanak 9, 10 és 11 hüvelykes darbukákat is. A 8-as méretet darbukának hívják, a 9-est sombatynak, a 10-est dohollának (bass darbuka), a 11-est bass dohollának. Ritka a 12-es méret.  
A bőr tradicionálisan kecskétől (lehet más állaté is) vagy haltól származik, de ma már az alumínium darbukákon szintetikus (fényes átlátszó vagy fehér) bőrt használnak. A valódi bőrök közül a halbőr biztosítja az érzékenyebb ütőfelületet, ezért (különösen a kisebb dobokon) népszerűbb a kecskebőrnél. A hagyományos felépítésű kerámiát valódi bőrrel látják el. A bőr mindenkori páratartalma változik, így feszessége is, ráadásul a kerámiatest sem a legstrapabíróbb, népszerűségük igencsak megcsappant az új, jó minőségű szintetikus bőrök kifejlesztésével.  
A fémdobok lehetnek egyszínűek, különböző díszítéssel. Leginkább színes vagy fehér gyöngyházzal, de lehet faberakással is. A kerámia natúr változatban vagy különböző lakkozással. Egyiptomban lehet gyöngyházdíszítésű kerámiadobot is kapni. 
A fémtestű dobokhoz rendszerint imbuszkulccsal hangolható, cserélhető szintetikus fej való. A műanyagokhoz hangolható bőrök járnak a kerámiatesthez viszont leginkább ragasztott vagy kötéllel rögzített, valódi bőr van felszerelve. A kerámiatestű, ragasztott állatbőrös hangszereket általában melegítéssel hangolják.
Három fajta darbuka létezik:
- Hangolható, szintetikus bőrös fémdob (strapabírósága és pergős, vékony hangja miatt);
- Ragasztott valódibőrös kerámiadob (kiváló, dinamikus, sokkal nagyobb technikai vírtuózitást add, sokkal több  felhangja van a fémnél,).Ha valaki komolyabb technikákat akar elsajátítani arra a legjobb a kerámia darbuka/doholla.
- Török réz darbuka.(láb között vagy pedig hasonlóan a perzsa tombak hoz csentingetős technikával használják.)

### Hangok, játék
Minden darbukából sokféle hangot lehet kihozni, de többségük négy alaphangra vezethető vissza:
- A "dum" hangot a bőr közepét tenyérrel (kerámián ujjbeggyel is lehet) megütve lehet előidézni, ez a darbuka basszusa. A dobtól függően lehet rövid és magas, vagy telt és hosszan tartó (jele: D).
- A "tek" éles, rövid hang, a dob peremét kell hozzá megütni jobb kézzel (jele: T).
- A "ke" a "tek" balkezes változata (jele: k).
- A "slap" hangot a dob közepén ütjük. Úgy kezdjük mint a dumot, csak kezünket a bőrről ütés után nem engedjük el (fojtott hang), jele: S.

A közel-keleti ritmusok a kubai ritmusokhoz hasonlóan neveket kapnak, hagyományos jelölésük:
maqsum: 4/4-es ritmus. |D|S|-|S|D|-|S|-|; díszített változat: |D|S|tk|S|D|tk|S|tk|.
Sokszor segít a ritmus kántálása: "Dum-sek-teke-sek-dum-teke-sek-teke"
A dobot kétféleképp lehet tartani: török módra függőlegesen a két comb közt, vagy egyiptomi módra vízszintesen, a bal combon tartva. Ilyenkor az egyik kéz a dobot felülről üti.

## Lásd még
Az alábbi ütőhangszereket gyakran használják a darbukával együtt:
- riq: csörgődob
- def: mély hangú keretdob
- valódi bőrös riq
- zil: cintányér (a hastáncosok apró ujjcintányért használnak).